# جوائز جمعية نقاد أوهايو السينمائية المركزية
جوائز جمعية نقاد أوهايو المركزية السينمائية (بالإنجليزية: Central Ohio Film Critics Association Awards) (COFCA) هي جمعية لنقاد السينما تتكون من أعضاء من كولومبوس (أوهايو) وضواحيها. تأسست عام 2002، ويترأسها 25 ناقدًا تلفزيونيًا، أو صحفيًا.

## الجوائز
كانت الجمعية منذ حوالي سبع سنوات، تقدم بشكل دوري جوائز تعرف باسم جوائز (COFCA)، في حفل يقام كل شهر يناير. الجوائز، التي تهدف إلى تكريم التميز السينمائي عامًا بعد عام ، هي من بين أحدث الجوائز للفن السابع وتتبع فقط جوائز جمعية فينيكس لنقاد السينما 2000 Phoenix Film Critics Society Awards، وجوائز جمعية نقاد السينما في منطقة واشنطن العاصمة (2002) Washington DC Area Film Critic Association Awards.

## الجوائز الحالية
الفئات الممنوحة هي كما يلي: أفضل فيلم / أفضل ممثل / أفضل ممثلة / أفضل ممثل مساعد / أفضل ممثلة مساعدة / أفضل مخرج / أفضل سيناريو أصلي / أفضل سيناريو غير أصلي / أفضل تصوير / أفضل موسيقى تصويرية / أفضل فيلم بلغة أجنبية / أفضل فيلم وثائقي / ممثل العام / أفضل طاقم / أفضل أداء الوحي / أفضل فيلم رسوم متحركة / أفضل فيلم مهمل.

## جوائز لم تعد تُمنح
وجدنا أن بعض الجوائز لم تعد تُمنح، وهي التالية: أفضل أداء بطل / أفضل أداء داعم / أفضل سيناريو / أفضل إنتاج / أفضل صوت.

## وصلات خارجية
https://cofca.org/ جوائز جمعية نقاد أوهايو السينمائية المركزية
http://www.dcfilmcritics.com/ جوائز جمعية نقاد أوهايو السينمائية المركزية
https://cofca.org/awards-archive/ جوائز جمعية نقاد أوهايو السينمائية المركزية
https://phoenixfilmcriticssociety.org/ جوائز جمعية نقاد أوهايو السينمائية المركزية
https://phoenixfilmcriticssociety.org/awards/ جوائز جمعية نقاد أوهايو السينمائية المركزية
https://www.imdb.com/event/ev0001325/2017/1 جوائز جمعية نقاد أوهايو السينمائية المركزية
https://www.imdb.com/event/ev0001325/2016/1/ جوائز جمعية نقاد أوهايو السينمائية المركزية